# Femke
Femke ist ein weiblicher Vorname.

## Herkunft und Bedeutung
Der Name Femke kommt aus dem Friesischen und ist ein Diminutiv des Namens Femme. Der Namenstag ist sowohl am 16. September als auch am 16. November.

## Bekannte Namensträger
- Femke Boersma (* 1935), niederländische Schauspielerin
- Femke Bol (* 2000), niederländische Sprinterin und Hürdenläuferin
- Femke Dekker (* 1979), niederländische Ruderin
- Femke Gerritse (* 2001), niederländische Profi-Radrennfahrerin
- Femke Halsema (* 1966), niederländische Politikerin
- Femke Heemskerk (* 1987), niederländische Schwimmerin
- Femke Mädger (* 1980), niederländische Handballspielerin
- Femke Maes (* 1980), belgische Fußballspielerin
- Femke Markus (* 1996), niederländische Profi-Radrennfahrerin und ehemalige Eisschnellläuferin
- Femke Soetenga (* 1980), deutsch-niederländische Musicaldarstellerin
- Femke Stoltenborg (* 1991), niederländische Volleyball-Nationalspielerin